# 임우진
임우진(林宇鎭, 1953년 3월 12일~)은 대한민국의 정치인이다. 제23대 광주광역시 서구청장(2014. 7.~2018. 6.)을 지냈다.

## 학력
- 1960~1966 진원초등학교 졸업
- 1966~1969 광주동중학교 졸업
- 1971. 8. 고졸 검정고시 합격
- 1973~1977 전남대학교 법학 학사
- 1990~1992 전남대학교 행정대학원 행정학 석사
- 1997~2007 전남대학교 행정대학원 행정학 박사

## 경력
- 1978. 12. 제22회 행정고시 합격
- 2006. 9.~2008. 3. 광주광역시 행정부시장
- 2008. 3.~2008. 12. 행정안전부 정보화전략실 실장
- 2009. 1.~2010. 2. 행정안전부 지방행정연수원 원장
- 2010. 3.~2010. 9. 한국자치경영평가원 이사장
- 2014. 7.~2018. 6. 제23대 민선 6기 광주광역시 서구청장(더불어민주당)

## 전과
- 도로교통법위반(음주운전): 벌금 100만원 - 2013년 8월 9일 선고[1]
- 도로교통법위반(음주운전): 벌금 200만원 - 2014년 6월 25일 선고[1]

## 역대 선거 결과
|  | 69.95% |

|  | 33.38% |